# Liste der Monuments historiques in Wangenbourg-Engenthal
Die Liste der Monuments historiques in Wangenbourg-Engenthal führt die Monuments historiques in der französischen Gemeinde Wangenbourg-Engenthal auf.

## Liste der Bauwerke
| Bezeichnung          | Beschreibung                                              | Standort                  | Kennzeichnung | Schutzstatus   | Datum     | Bild           |
| -------------------- | --------------------------------------------------------- | ------------------------- | ------------- | -------------- | --------- | -------------- |
| Burgruine Wangenburg | vor oder um 1300 erbaut, im 16. Jahrhundert ergänzt       | östlich des Ortes (Lage)  | PA00085212    | Classé         | 1898      | weitere Bilder |
| Kloster Obersteigen  | 1221 gegründet, Kapelle, Refektorium und Abshaus erhalten | Rue de la Chapelle (Lage) | PA00085213    | Classé Inscrit | 1862 1983 | weitere Bilder |

## Liste der Objekte
| Bezeichnung               | Beschreibung                                              | Standort                           | Kennzeichnung | Schutzstatus | Datum | Bild           |
| ------------------------- | --------------------------------------------------------- | ---------------------------------- | ------------- | ------------ | ----- | -------------- |
| Skulptur Madonna mit Kind | Lindenholz, farbig gefasst und vergoldet, 14. Jahrhundert | Obersteigen, in der Kapelle (Lage) | PM67000435    | Classé       | 1984  | weitere Bilder |